# Система предупреждения столкновения самолётов в воздухе

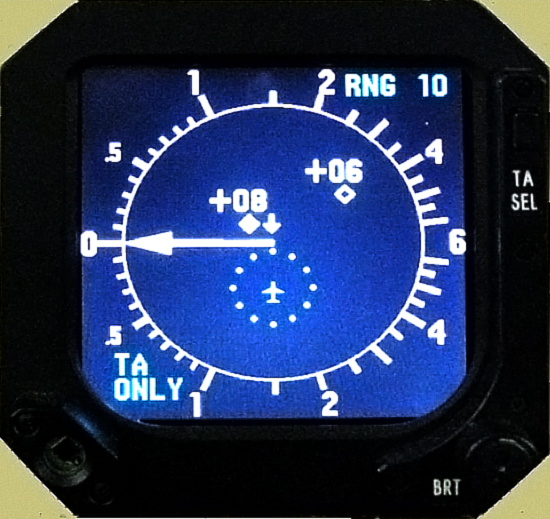
Индикатор системы TCAS

Система предупреждения столкновения самолётов в воздухе (англ. Traffic Collision Avoidance System, TCAS) — система самолёта, предназначенная для уменьшения риска столкновения воздушных судов. Система обозревает пространство вокруг воздушного судна, обнаруживая другие суда, оборудованные ответчиком системы TCAS. В случае возникновения риска столкновения система предупреждает об этом пилотов. По стандартам ICAO, TCAS должен быть установлен на всех судах тяжелее 5700 кг или сертифицированных для перевозки более 19 пассажиров.

## Ограничения TCAS
В то время как преимущество использования TCAS неоспоримо, эта система имеет ряд существенных ограничений:
- TCAS может выдать указания только по вертикальному эшелонированию.
- Система управления воздушным движением не получает указаний, выданных TCAS судам, поэтому авиадиспетчеры могут не знать о таких указаниях, и даже давать противоречащие указания, что является причиной замешательства экипажей (столкновение над Боденским озером 1 июля 2002 года).
- Для эффективной работы TCAS необходимо, чтобы этой системой были оснащены все самолёты, так как самолёты обнаруживают друг друга по ответчикам.

## Варианты TCAS

### Пассивный
Используют лишь ответы самолётных транспондеров, отвечающих на запросы с земли или с других систем самолёта.

### TCAS I
Первое поколение TCAS. Анализируют ситуацию в радиусе около 65 км вокруг самолёта. Предоставляют приблизительную информацию о направлениях полёта и высотах других самолётов. Могут выдавать предупреждение «Traffic Advisory» - проверьте воздушную обстановку.

### TCAS II
Текущее поколение TCAS, используется на большинстве коммерческих самолётов. В дополнение к информации, выдаваемой TCAS I, эти системы дают пилоту прямые указания о действиях, необходимых чтобы избежать столкновения (при этом в случае противоречий между указаниями TCAS и авиадиспетчера, приоритет отдается указаниям TCAS). Указания называются «Resolution advisory» и подаются в виде голосовых сообщений:
- «Descend, descend» — снижайте высоту;
- «Climb, climb» — набирайте высоту;
- «Adjust vertical speed adjust» — измените скорость снижения/набора высоты (более новый вариант последнего сообщения «Level off»[1]).

Также могут выдаваться сообщения, называемые «Preventive resolution advisory», не дающие чёткого указания к действию, а лишь предупреждающие о необходимости слежения за вертикальной скоростью:
- «Monitor vertical speed» — следите за скоростью снижения/набора высоты;
- «Maintain vertical speed» — сохраняйте скорость снижения/набора высоты.

Системы TCAS II разных самолётов согласовывают решение между собой перед выдачей указаний пилотам, то есть, если система одного самолёта даст указание снижаться, то система другого самолёта даст указание увеличить высоту.
На 2006 год требованиям ИКАО ACAS II удовлетворяла только TCAS II версии 7.0, производимая фирмами Rockwell Collins, Honeywell и ACSS.
После катастрофы над Боденским озером 1 июля 2002 была разработана версия 7.1. Системы этой версии могут изменять рекомендации в случае, если один из самолётов не выполнил требования TCAS.
При этом модули TCAS данной версии могут изменять своё первичное решение по разводу самолётов в воздухе, если один из самолётов не следует указаниям системы, а совершает манёвры противоположного направления. При этом система на другом самолёте меняет указания пилоту на противоположные.

### TCAS III
Разрабатываемое следующее поколение TCAS. Дополнено горизонтальными манёврами.

## Режимы работы
Наиболее распространены такие режимы работы, как:
«Off» — выключенное состояние. Используется на земле при выключенных системах.
«Standby» — включенное состояние. Используется на стоянке независимо от статуса двигателей (запущены или выключены).
«A» (Альфа) или «On» — режим транспондера, при котором отправляется только код ответчика (сквок) и положение судна в пространстве.
«C» (Чарли) — состояние, в котором передается код ответчика, положение и высота.
на различных судах могут использоваться также другие режимы ответчиков (TA, TA/RA, RBS и др.)

## Авиакатастрофы
- Столкновение над Боденским озером 1 июля 2002 произошло из-за противоречивых указаний TCAS и диспетчера: экипаж одного из самолётов выполнял указания TCAS, экипаж другого — указания диспетчера Петера Нильсена, которые расходились с указаниями TCAS. Эти ошибки не только привели к авиакатастрофе, но и, косвенно, 24 февраля 2004 года привели к убийству самого Петера Нильсена Виталием Калоевым, у которого в катастрофе погибла семья.